# Matthäus Heil
Matthäus Heil (* 26. November 1960 in Bamberg) ist ein deutscher Althistoriker.
Nach dem Abitur studierte Matthäus Heil an der Universität Würzburg Deutsch und Geschichte für Lehramt, seit 1987 war er Wissenschaftlicher Mitarbeiter am Seminar für Alte Geschichte der Philipps-Universität Marburg. Nach einem Studium der griechischen Philologie wurde er 1992 in Würzburg bei Dieter Timpe mit einer Arbeit zum Thema Die orientalische Außenpolitik des Kaisers Nero promoviert.
Seit 1993 ist er Mitarbeiter der Berlin-Brandenburgischen Akademie der Wissenschaften, zunächst mit dem Arbeitsschwerpunkt Prosopographia Imperii Romani (PIR); von 2003 bis 2006 war er Arbeitsstellenleiter der PIR. Er habilitierte sich 2005 an der Technischen Universität Berlin, wo er von 2006 bis 2011 als Gastprofessor für Alte Geschichte tätig war. Seit 2012 ist er Honorarprofessor an der Freien Universität Berlin. Von 2013 bis 2018 war er Mitarbeiter beim Corpus Inscriptionum Latinarum (CIL) und ist seit 2018 bei den Inscriptiones Graecae tätig.
Die Arbeitsschwerpunkte von Matthäus Heil sind die Römische Kaiserzeit, die Prosopographie sowie die Epigraphik.

## Schriften (Auswahl)
- Die orientalische Außenpolitik des Kaisers Nero (= Quellen und Forschungen zur Antiken Welt. Band 26). München 1997, ISBN 3-88073-551-4 (zugleich Dissertation, Würzburg 1992).
- als Mitautor: Prosopographia Imperii Romani. Band VI–VIII. Berlin u. a. 1998–2015.
- Severus Alexander und Orbiana. Eine Kaiserehe. In: Zeitschrift für Papyrologie und Epigraphik. Band 135, 2001, S. 233–248.
- On the Date of the Title Britannicus Maximus of Septimius Severus and his Sons. In: Britannia. Band 34, 2003, S. 268–271.
- mit Werner Eck (Hrsg.): Senatores populi Romani. Realität und mediale Präsentation einer Führungsschicht (= Heidelberger Althistorische Beiträge und Epigraphische Studien. Band 40). Stuttgart 2005, ISBN 3-515-08684-6.
- Der Senat. und Der Ritterstand. In: Klaus-Peter Johne u. a. (Hrsg.): Die Zeit der Soldatenkaiser. Krise und Transformation des Römischen Reiches im 3. Jahrhundert n. Chr. Berlin 2008, ISBN 978-3-05-004529-0, S. 715–736, 737–763.
- Die Jubilarfeiern der römischen Kaiser. In: Hans Beck, Hans-Ulrich Wiemer (Hrsg.): Feiern und Erinnern. Geschichtsbilder im Spiegel antiker Feste. Berlin 2009, ISBN 978-3-938032-34-3, S. 167–202.
- mit Werner Eck, Peter Funke in Verbindung mit Marcus Dohnicht, Klaus Hallof und Manfred G. Schmidt (Hrsg.): Öffentlichkeit – Monument – Text. XIV Congressus Internationalis Epigraphiae Graecae et Latinae, 27.–31. Augusti MMXII. Akten (= CIL Auctarium). Berlin / Boston 2014, ISBN 978-3-11-037496-4.
- mit Dietmar Kienast und Werner Eck: Römische Kaisertabelle. Grundzüge einer römischen Kaiserchronologie. 6., überarbeitete Auflage. Darmstadt 2017, ISBN 978-3-534-26724-8.